# Monumento nacional marino de Papahānaumokuākea
El Monumento nacional marino Papahānaumokuākea es un área marina protegida situada en las Islas de Sotavento del Archipiélago de Hawái. Es la mayor área marina protegida del mundo. Su nombre en lengua hawaiana, Papahānaumokuākea – elegido por los residentes de este estado – responde a las tradiciones y los mitos relacionados con la aparición de las islas de Hawái. De acuerdo con las tradiciones populares, Papahānaumoku es la diosa que dio a luz a las islas, su marido fue Wakea. El área fue nombrada por el programa de televisión Good Morning America de Estados Unidos y el periódico USA Today como una de las "Nuevas Siete Maravillas del Mundo".
El área tiene un profundo significado cosmológico y tradicional para vivir la cultura nativa hawaiana , como un entorno ancestral, como una encarnación del concepto hawaiano de parentesco entre las personas y el mundo natural, y como el lugar donde se cree que se origina la vida y donde el los espíritus regresan después de la muerte. En dos de las islas, Nihoa y Mokumanamana, existen restos arqueológicos relativos al poblamiento y uso preeuropeo. Gran parte del monumento está formado por hábitats pelágicos y de aguas profundas, con características notables como montañas submarinas y bancos sumergidos, extensos arrecifes de coral y lagunas.

## Descripción
El monumento es un hábitat natural para unas 7000 especies, una cuarta parte de las cuales son endémicas. Entre los más relevantes están la tortuga verde y la foca monje de Hawái, especies en peligro de extinción, aves como Telespiza cantans, Telespiza ultima, Acrocephalus familiaris, pato de Laysan o aves marinas como el albatros de Laysan, numerosas especies de plantas, incluyendo la palma pritchardia, y muchas especies de artrópodos.
Según Pew Charitable Trusts, y el Servicio Nacional de Pesca Marina de la NOAA (NOAA National Marine Fisheries Service), las poblaciones de langosta espinosa no se recuperaron de los cambios oceanográficos en su ecosistema afectando al Pacífico Norte a finales de los años 1980 y principios de los años 1990, que ha dado lugar a una reducción de la población de muchas otras especies, incluyendo la langosta espinosa, aves marinas y focas monje. Según lo establecido en su proclamación como monumento en 2005, la pesca comercial debía terminar en 2011. Las pesquerías restantes están sobreexplotadas.
La pesca comercial terminó en 2011. El monumento recibe una estricta protección de conservación, con excepciones para los usos tradicionales de los nativos hawaianos y un limitado turismo.
El monumento abarca aproximadamente 1,5 millones de km2 de arrecifes, atolones y mares someros y profundos (hasta 320 km en alta mar) en el Océano Pacífico más grande que todos los Parques nacionales de Estados Unidos combinados. Contiene aproximadamente un 10 por ciento del hábitat de arrecifes de coral tropicales de aguas poco profundas (es decir, hasta 180 m en territorio estadounidense. Es un poco más grande que el Parque Marino de la Gran Barrera de Coral de Australia, aproximadamente del tamaño del país de Alemania, y sólo un poco más pequeño que Montana.
Las islas incluidas en el monumento forman todas parte del Estado de Hawái, excepto el atolón de Midway, que forma parte de la zona insular de las islas menores de los Estados Unidos. Henderson Field, en el atolón de Midway, proporciona acceso aéreo al monumento.

## Historia

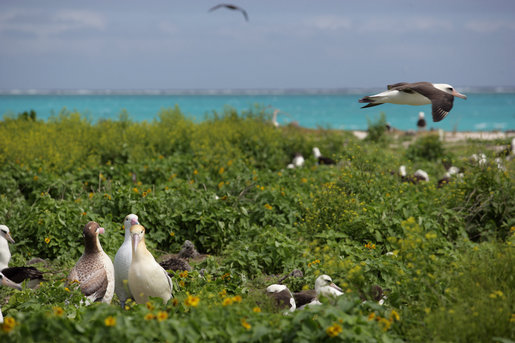
Laysan y short-tailed albatrosses at Northwest Hawaiian Islands National Monument

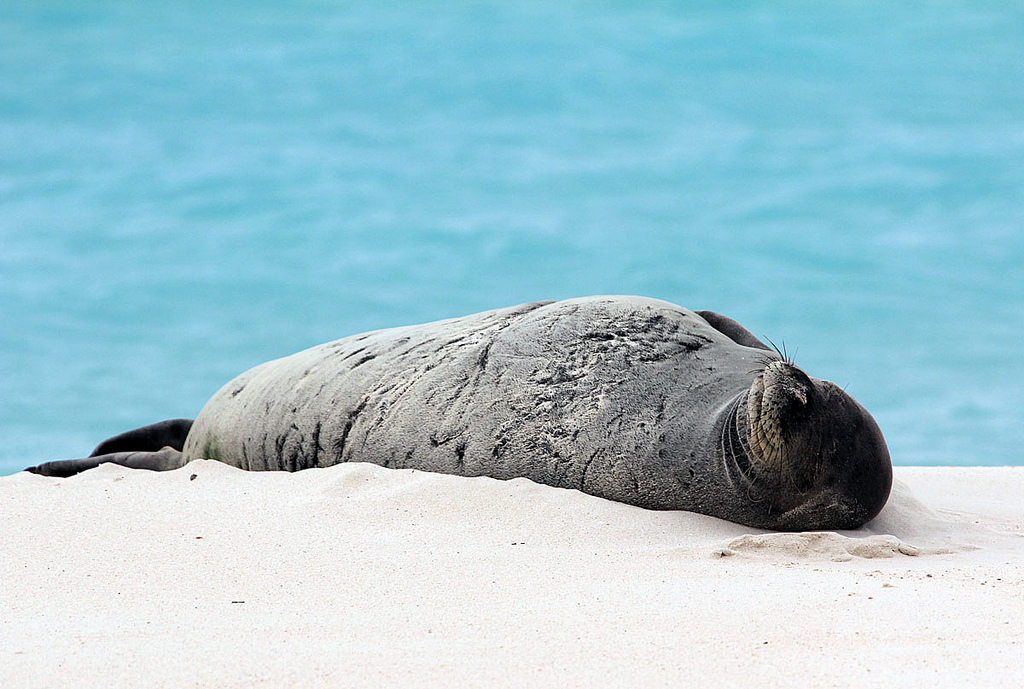
Foca monje de Hawai

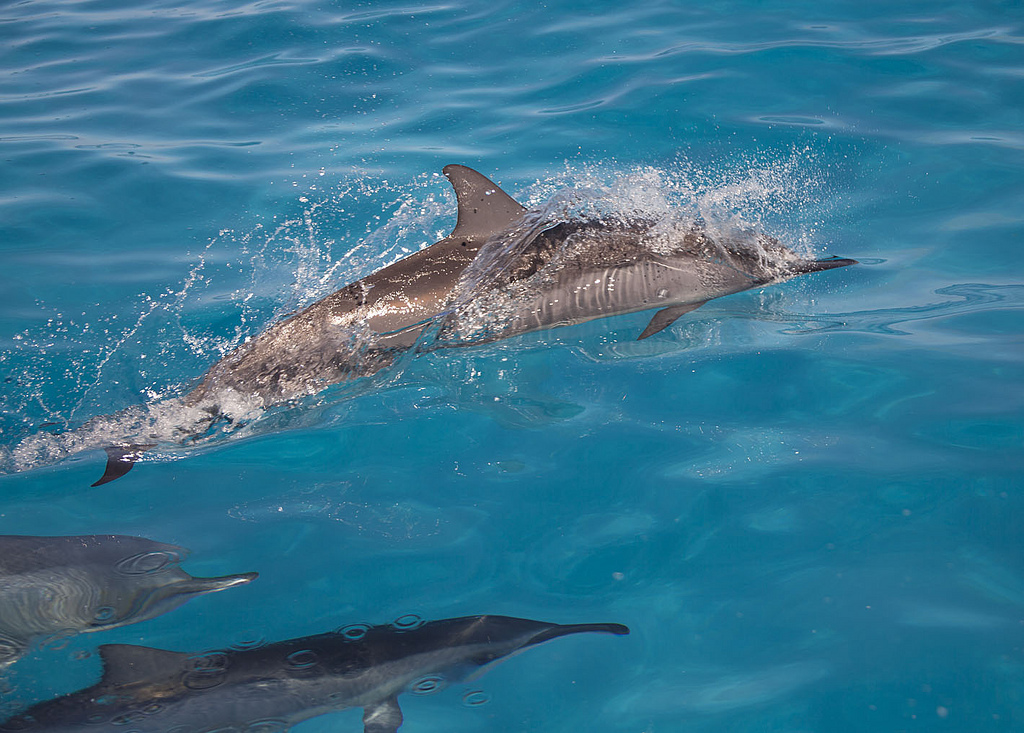
Delfínes giradores en el atolón de Midway.

Las Islas del Noroeste de Hawái (NWHI) fueron protegidas por primera vez el 3 de febrero de 1909, cuando el presidente estadounidense Theodore Roosevelt creó la Reserva de Aves de las Islas de Hawái a través de la Orden Ejecutiva 1019, como respuesta a la sobreexplotación de las aves marinas, y en reconocimiento de la importancia de las NWHI como lugares de anidación de aves marinas. El presidente Franklin D. Roosevelt lo convirtió en el Refugio Nacional de Vida Silvestre de las Islas Hawaii en 1940. A esto le siguieron una serie de protecciones graduales que condujeron a la creación del Refugio Nacional de Vida Silvestre del Atolón de Midway en 1988, el Santuario Estatal de Vida Silvestre del Atolón de Kure en 1993 y la Reserva del Ecosistema de Arrecifes de Coral de las NWHI en 2000, que se convirtió en la Ley Pública 106-513 el 13 de noviembre de 2000.
El presidente Bill Clinton estableció la Reserva del Ecosistema de Arrecifes de Coral de las Islas del Noroeste de Hawái el 4 de diciembre de 2000, con la Orden Ejecutiva 13178. La orden ejecutiva de Clinton inició un proceso para designar las aguas de las NWHI como Santuario Marino Nacional. En 2002 se inició un periodo de comentarios públicos. En 2005, la Gobernadora de Hawái Linda Lingle declaró partes del monumento como refugio marino estatal.
En abril de 2006, el presidente George W. Bush y su esposa vieron una proyección del documental Viaje a Kure en la Casa Blanca junto con su director, Jean-Michel Cousteau. Impulsado por el retrato que la película hacía de la flora y la fauna, Bush actuó rápidamente para proteger la zona.

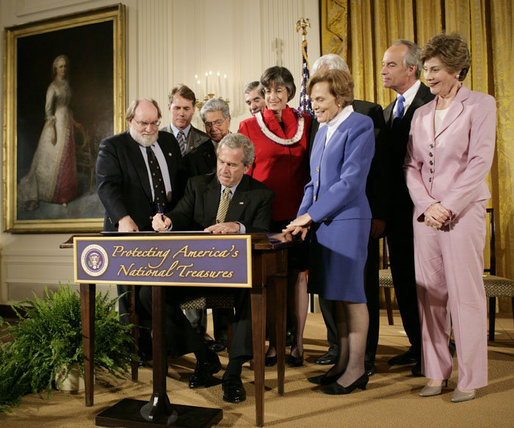
George W. Bush firmando la proclamación para establecer el monumento el 15 de junio de 2006

 El 15 de junio de 2006, Bush firmó la Proclamación 8031, designando las aguas de las Islas del Noroeste de Hawai como monumento nacional bajo la Ley de Antigüedades de 1906. El uso de la Ley de Antigüedades eludió el año normal de consultas y detuvo el proceso de aportaciones públicas, y se produjo justo antes de que se publicara el proyecto de declaración de impacto ambiental para el Santuario Marino Nacional de las Islas Noroccidentales de Hawai. Este fue el segundo uso de la Ley de Antigüedades por parte de Bush, tras la declaración del Monumento Nacional del Cementerio Africano en Manhattan en febrero de 2006. El proceso legislado para la participación de las partes interesadas en la planificación y gestión de un área marina protegida había llevado ya cinco años de esfuerzo, pero el abrupto establecimiento del NWHI como Monumento Nacional, en lugar de Santuario, proporcionó una protección inmediata y más resistente. La protección sólo puede ser revocada por la legislación.
Joshua Reichert proclamó la importancia de la oportuna designación, diciendo:

El estatus de monumento es más rápido; es más completo; y es más permanente. Sólo una ley del Congreso puede deshacer una designación de monumento. El proceso de santuario lleva más tiempo; implica más aportaciones del Congreso, más debate público, más audiencias y reuniones. Y él [George W. Bush] obviamente ha tomado hoy la decisión de, en realidad, dar un paso audaz y crear algo que va a ser inmediato, que la ley se aplique inmediatamente a este lugar ahora.

El NWHI representaba aproximadamente la mitad del pescado de fondo desembarcado localmente en Hawai. Estos peces son valorados por los chefs y consumidores locales. La pesquería de peces de fondo de las NWHI era una pesquería de entrada limitada, con ocho buques, que estaban restringidos a 60 pies (18 m) de longitud. Frank McCoy, entonces presidente del Consejo Regional de Gestión Pesquera del Pacífico Occidental, afirmó:
Nos complace que el Presidente reconozca el estado casi prístino de las aguas de las Islas del Noroeste de Hawai. Creemos que la abundancia y la biodiversidad de la zona atestiguan el éxito de la gestión de las pesquerías de las NWHI por parte del Consejo durante los últimos 30 años e indican que las pesquerías debidamente reguladas pueden operar en las NWHI sin afectar al ecosistema. La pequeña pesquería de peces de fondo de las NWHI no ha puesto ni pondrá en peligro la protección de las NWHI que el presidente Bush persigue con la designación de la zona como monumento nacional.

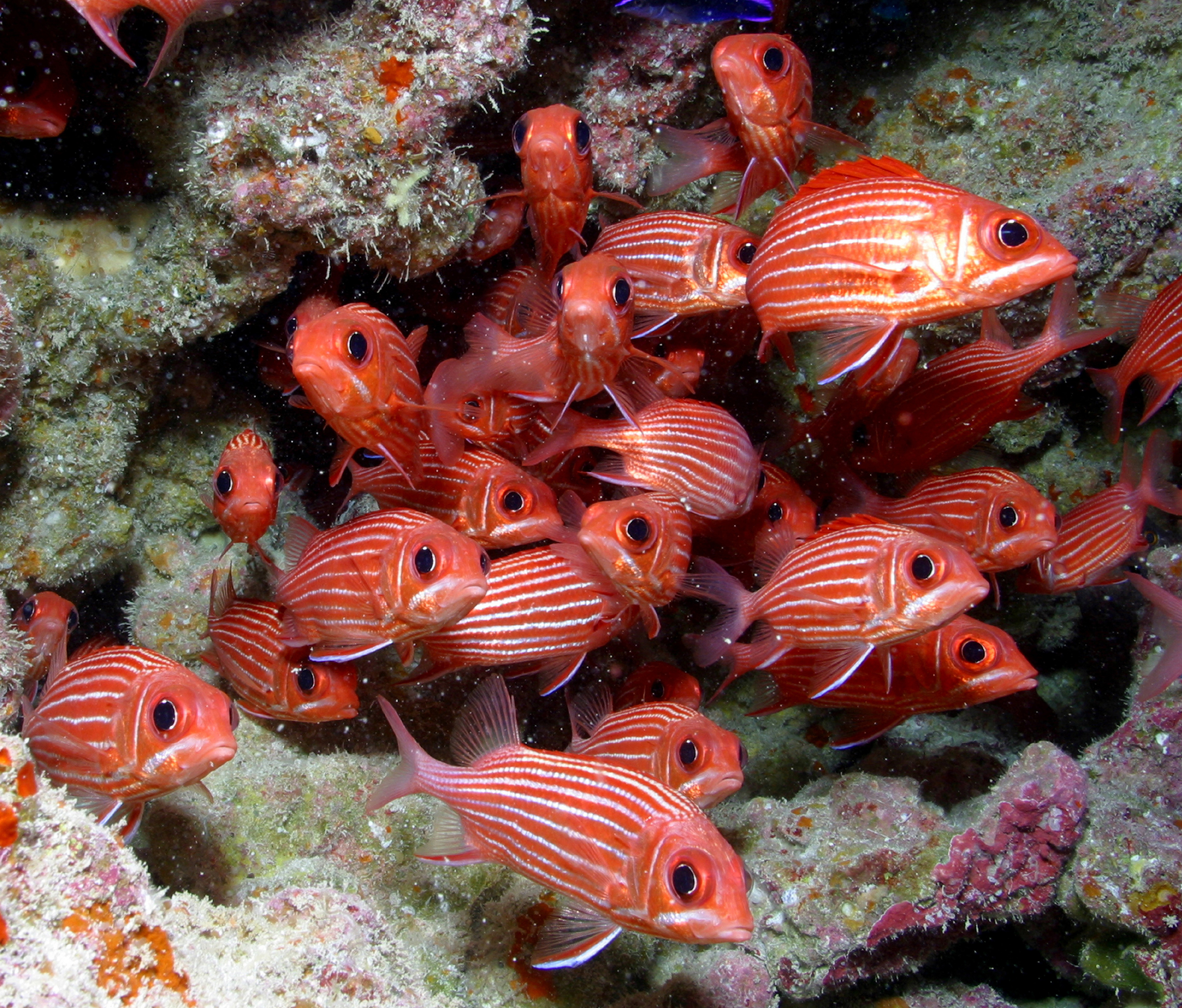
Hawaiian squirrelfish en French Frigate Shoals, Papahānaumokuākea

El Servicio Nacional de Pesquerías Marinas publicó informes que atestiguan la salud de las poblaciones de peces de fondo de las NWHI. La pesca comercial de peces de fondo y pelágica, así como la pesca recreativa de captura y mantenimiento y de captura y liberación también fueron consideradas por algunos como compatibles con las metas y objetivos del Santuario Marino Nacional NWHI propuesto.
El 27 de febrero de 2007, el presidente Bush modificó la Proclamación 8031, nombrando al monumento "Papahānaumokuākea", inspirado en los nombres de la diosa creadora hawaiana Papahānaumoku y su marido Wākea. El 1 de marzo, la primera dama Laura Bush visitó el Atolón de Midway, y el 2 de marzo se celebró una ceremonia de cambio de nombre en Washington Place en Honolulu, Hawái. En la ceremonia, Laura Bush y el Secretario del Interior Dirk Kempthorne anunciaron el cambio de nombre y ayudaron a concienciar al público sobre el monumento. El 15 de mayo de 2007, el presidente Bush anunció su intención de someter el monumento a la condición de Zona Marítima Especialmente Sensible (PSSA), lo que "alertaría a los navegantes para que tengan precaución en la zona ecológicamente importante, sensible y peligrosa en la que se adentran"." En octubre de 2007, el Comité de Protección del Medio Marino de la Organización Marítima Internacional designó el monumento como PSSA.
En agosto de 2016, el presidente Barack Obama amplió la superficie del monumento en aproximadamente cuatro veces. El monumento ampliado era en ese momento el área marina protegida más grande del mundo.
El 21 de octubre de 2019, los restos del Armada Imperial Japonesa portaaviones Akagi, que se hundió durante la Segunda Guerra Mundial en la Batalla de Midway el 4 de junio de 1942, fue encontrado dentro del Monumento Nacional Marino Papahānaumokuākea por el buque de investigación Petrel.